# Helius fasciventris
Helius fasciventris är en tvåvingeart som beskrevs av Edwards 1926. Helius fasciventris ingår i släktet Helius och familjen småharkrankar. Inga underarter finns listade i Catalogue of Life.